# Ozarba acantholipina
Ozarba acantholipina là một loài bướm đêm trong họ Noctuidae.